# Giotto (krater)
För andra betydelser, se Gitto (olika betydelser).
Giotto är en nedslagskrater på planeten Merkurius. Giotto är ungefär 144 kilometer i diameter.
1976 namngavs den efter den italienska målaren Giotto di Bondone.